# Inside Out (Anthrax)
Inside Out è un EP pubblicato dal gruppo musicale thrash metal statunitense Anthrax nel 1999.

## Tracce
1. Anthrax – Inside Out – 5:35 (Benante, Bush, Ian)
2. Anthrax – Snap / I'd Rather Be Sleeping (D.R.I. cover) – 2:16 (K. Brecht, Cassidy, Menor, E. Brecht)
3. Anthrax – Phantom Lord (Metallica cover) – 4:30 (Hetfield, Mustaine, Ulrich)
4. Anthrax – The Bends (Radiohead cover) – 3:53 (J. Greenwood, C. Greenwood, O'Brien, Selway, Yorke)

Tracce presenti nell'edizione giapponese:
1. "Inside Out" – 5:33
2. "Giving The Horns" – 3:35
3. "The Bends" – 3:52

## Formazione
- John Bush - voce
- Scott Ian - chitarra
- Dan Spitz - chitarra
- Frank Bello - basso
- Charlie Benante - batteria, percussioni